# 강릉 권씨
강릉 권씨(江陵 權氏)는 강원특별자치도 강릉시를 관향으로 하는 한국의 성씨이며 대한민국의 성본이다. 2015년 기준 50명이 있으며, 안동 권씨의 분파이다.

## 개요
강릉 권씨는 고려 명종 때 권이여(權利與)의 아들 권융(權融)이 시중공파의 시조이며, 그의 후손 권상하가 강릉 낙향조이다.
강릉 권씨는 대한민국 개국 이후 안동 권씨 시중공파로 합본되어, 소규모 세거지가 되었다.

## 계대
- 1대 권융(權融)
- 2대 권인가(權仁可), 고려 좌시중
- 3대 권화평(權化平)
- 4대 권협중(權협中)
- 5대 권시저(權時著)
- 6대 권합경(權合經)
- 7대 권승길(權承吉)
- 8대 권진(權賑)
- 9대 권흥(權興)
- 10대 권삼(權參)
- 11대 권극화(權克和), 중추부행첨지사, 화산부원군
- 12대 권감(權瑊), 좌참찬, 화산부원군
- 13대 권만형(權曼衡)
- 14대 권현(權鉉)
- 15대 권대성(權大成)
- 16대 권주(權霔), 오수찰방
- 17대 권성원(權聖源), 선산부사
- 18대 권격(權格), 강릉대도호부사, 아들- 상하(尙夏), 상명(尙明), 상유(尙遊)
- 19대 권상하(權尙夏), 좌의정
- 20대 권욱(權煜), 선산도호부사
- 21대 권양성(權養性), 첨지중추부사
- 22대 권제응(權濟應), 진양목사
- 23대 권중집(權中緝), 진산군수
- 24대 권돈인(權敦仁), 영의정, 문헌공